# پینکولو (اسنشن)
پینکولو (به اسپانیایی: Pinqullu) یک کوه در پرو است که در Peru, Huancavelica Region واقع شده‌است. پینکولو ۵٬۰۹۶ متر بالاتر از سطح دریا واقع شده‌است.